# Кулицидоз

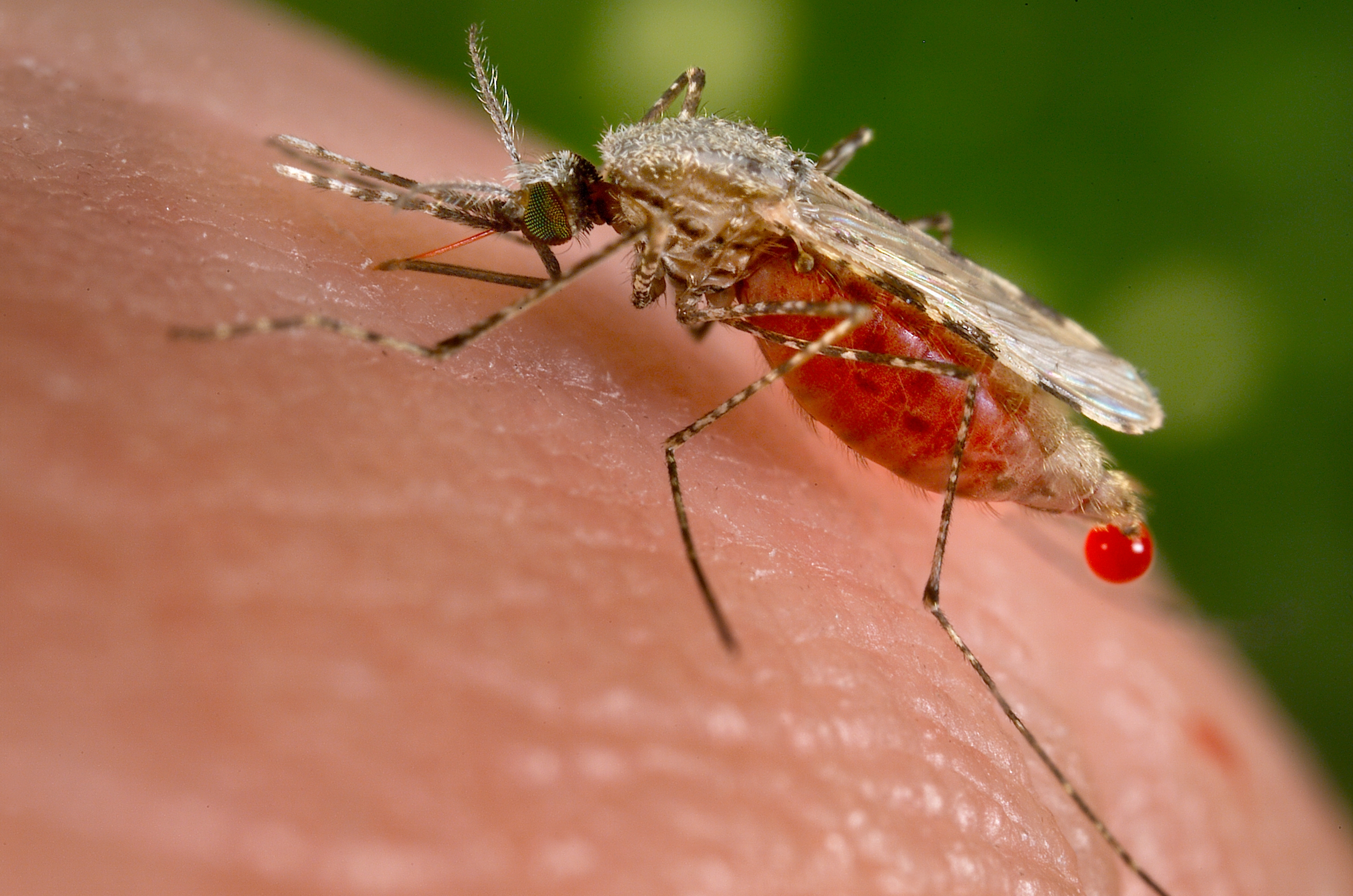
Anopheles stephensi

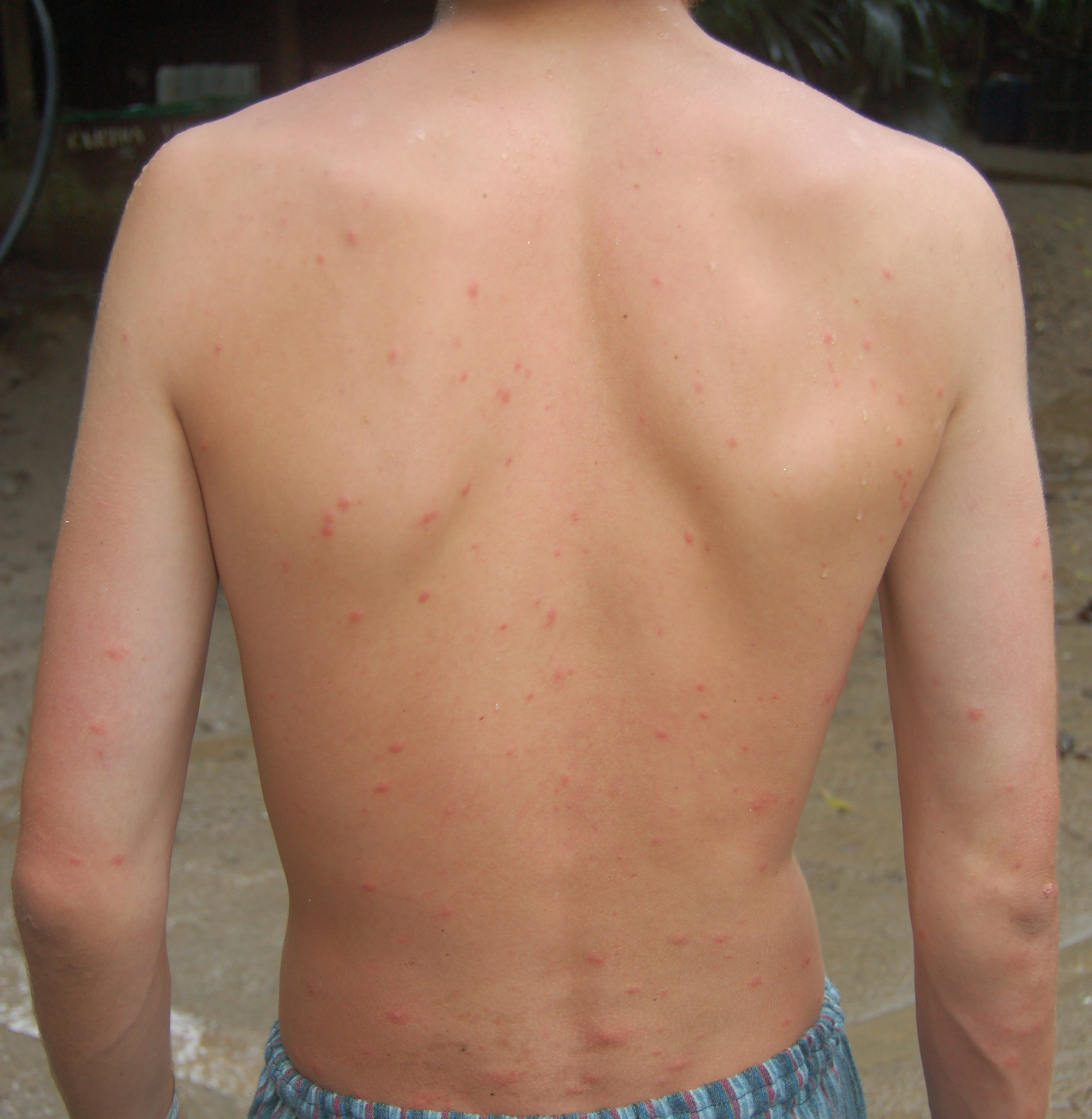
Следы от укусов спины комарами.

Кулицидоз (лат. Culicidosis, син.: Комариная аллергия) — аллергическая реакция на укусы комаров.

## Этиология
Комары Culicidae (отряд Diptera) — временные эктопаразиты-гематофаги, нападают обычно ночью, входят в состав гнуса. Кровососущих комаров подразделяют на малярийных (род Anopheles) и немалярийных (роды Aedes, Culex, Mansonia, Culiseta и др.).

## Клиническая картина
Укус комара сопровождается отёками, сыпью, в тяжёлых случаях может быть высокая температура, лихорадка, сильная головная боль, приступы удушья. Установлено наличие аллергенов в слюне комаров, которые стимулируют активный аллергический ответ. У людей с повышенной чувствительностью к укусам комаров на коже в месте укусов обычно возникает местная аллергическая реакция в виде отёка, покраснения, папулёзной или волдырной сыпи. Встречаются и более выраженные реакции: от гигантской инфильтрации на месте укуса, сохраняющейся в течение 3-4 недель, до системных проявлений в виде генерализованной сыпи и приступов удушья. При множественных укусах могут отмечаться признаки интоксикации, лихорадка, головная боль. Реакция на укус может быть токсической, что происходит при одновременном укусе нескольких десятков насекомых, она характеризуется общей слабостью, головной болью, тошнотой, рвотой. Расчёсы места укусов могут привести к присоединению вторичной инфекции.
Комары мешают человеку спать, вызывая раздражение.

## Инфекции, переносимые комарами
Комары могут быть переносчиками арбовирусных инфекций, филяриатозов, туляремии. Одних только патогенных для человека вирусов, комары переносят более 50 видов.

## Лечение
Лечение: зуд можно устранить, если смочить кожу нашатырным спиртом или раствором питьевой соды: 1/2 чайной ложки на стакан воды. В случае необходимости можно пройти специальный курс специфической иммунотерапии, позволяющей снизить чувствительность организма к слюне насекомых и их метаболитам. Прогноз благоприятный. Меры борьбы — защита от укусов комаров с помощью репеллентов.